# La Vamp - Long sera l'hiver
Albums de Sheila
Dans une heure - Le kilt
(1967) Oncle Jo
(1969)
La Vamp - Long sera l'hiver est un album studio (et deux chansons) de Sheila sorti en 1968.
Le verso de la pochette de l'album porte la dédicace suivante : « Long sera l'hiver, my love mais je me suis juré qu'au premier soleil j'irai te retrouver ». Sheila.
La photo de la pochette est de Jean-Marie Périer.
Avant d’être réunies dans un album, les nouvelles chansons sortaient d’abord en 45 tours à cette époque.

## Liste des titres
1. Long sera l'hiver
2. Oui c'est l'amour
3. Dalila
4. Quand une fille aime un garçon
5. Isabelle
6. La petite église
7. La vamp
8. Petite fille de français moyen
9. Au milieu des nuages
10. En maillot de bain
11. Le grand défilé
12. L'âne, le bœuf et le petit mouton

Titres en bonus sur la réédition en CD de 2010 :
1. Long sera l'hiver - Stéréo
2. Oui c'est l'amour - Stéréo
3. Dalila - Stéréo
4. Quand une fille aime un garçon - Stéréo
5. Isabelle - Stéréo
6. La petite église - Stéréo
7. La vamp - Stéréo
8. Petite fille de français moyen - Stéréo
9. Au milieu des nuages - Stéréo
10. En maillot de bain - Stéréo
11. Le grand défilé - Stéréo
12. L'âne, le bœuf et le petit mouton - Stéréo
13. Lang wird der winter sein long sera l'hiver (version allemande) - Stéréo

## Production

### France
- Édition Album original :
  - 33 tours / LP Stéréo  Carrère distribution Philips 844.898 sorti en 1968
  - Cassette audio  Carrère distribution Philips 09 541 CDE sortie en 1968

- Réédition de l'album :
  - CD  Warner Music 51865754251 : date de sortie : 15 mars 2010.
  - 33 tours / LP Stéréo  Warner Music 825646827619 : date de sortie : 15 mars 2010.

### Etranger
- Édition Album original :
  -  Brésil - 33 tours / LP Stéréo  Carrère FB 247 sorti en 1968
  -  Canada - 33 tours / LP Stéréo  Carrère DCS 102 sorti en 1968
  -  Portugal - 33 tours / LP Stéréo  Carrère LP.46.1 sorti en 1968
  -  Royaume-Uni - 33 tours / LP Stéréo  Carrère 844.898 BY sorti en 1968

## Les extraits de l'album
- Quand une fille aime un garçon / Le grand défilé / Dalila / L'âne, le bœuf et le petit mouton.
- Petite fille de français moyen / Isabelle / La petite église / En maillot de bain.
- Long sera l'hiver / Au milieu des nuages / La vamp / Oui c'est l'amour.

## Reprises des chansons issues de l'album
Quand une fille aime un garçon
- 1968 - Chantal Renaud

Dalila
- 1968 - Martine Baujoud
- 1968 - César et les Romains
- 1968 - Stéphane
- 1968 - Jean-Marie Chapdelaine
- 1968 - Les Classels
- 1969 - Georges Jouvin
- 1969 - Gilles Girard
- 1990 - Yvhann Cevic

Autres langues (traductions issues de la version de Sheila)
- 1968 - Gerhard Wendland (Allemagne)
- 1968 - Ray Adams (Danemark)
- 1969 - Rick Powell (Royaume-Uni)
- 1969 - Los Catinos (Espagne)
- 1969 - Fred Jasper (Pays-Bas)

Petite fille de Français moyen
- 1968 - Chantal Renaud (Petite fille de bon canadien)

La Vamp
- 1968 - Michèle Richard